# Ursus gladiatore ribelle
Ursus gladiatore ribelle è un film peplum del 1962 diretto da Domenico Paolella.

## Trama
L'imperatore Marco Aurelio, abile, saggio e pacifico muore e gli succede il sanguinario figlio Commodo. Commodo adora i giochi gladiatorii e spesso vi prende parte in prima persona per poter saziare la sua sete di sangue e di violenza. Un giorno Commodo è costretto ad affrontare il potentissimo Ursus in uno di questi giochi d'arena. Nel frattempo il Senato congiura contro l'imperatore e grazie all'aiuto di Ursus riesce nell'impresa di destituire il sovrano e proclamare imperatore il saggio Settimio Severo, consentendo alla pace di ritornare sulla città.